# 鄧弗姆林和西法夫 (英國國會選區)
鄧弗姆林和西法夫（英語：Dunfermline and West Fife），英國國會一郡選區，位於蘇格蘭。選區範圍包括法夫西部。選區創設於2005年。
本選創設以來首位議員是工黨的雷切爾·斯夸爾，其於2006年死後遺下的議席由自民黨威利·倫尼透過補選取得。目前當區議員、工黨的湯瑪斯·杜契提在2010年大選中他以47.4%選票當選，為工黨重奪議席。2015年起改由蘇格蘭民族黨人勝出。